# Vành khuyên mỏ dày
Vành khuyên mỏ dày, tên khoa học Heleia crassirostris, là một loài chim trong họ Zosteropidae.